# Potentilla pannifolia
Potentilla pannifolia är en rosväxtart som beskrevs av Tcheng Ngo Liou och C.Y. Li. Potentilla pannifolia ingår i Fingerörtssläktet som ingår i familjen rosväxter. Inga underarter finns listade i Catalogue of Life.